# Високите братя
Високите братя (известни също като Четиримата високи братя) са четирима египетски монаси от Нитрия през V век – Амоний, Диоскор, Евсевий и Евтимий. Наричат ги „Високите братя“ заради високия им ръст и внушителния им външен вид.
В началото приемат монашески живот в Нитрийската пустиня, а по-късно стават настоятели на местните скитове. Радват се на голямо уважение сред монасите и епископите благодарение на своите богословски знания и строг аскетичен живот. Известно е, че един от Високите братя - Диоскор, получава назначение за епископ на Хермопол, град близо до Нитрия, в края на IV век. 
Приятелството между Патриарх Теофил I Александрийски и Дългите братя се превръща в ожесточена вражда заради спорове относно природата на Божието битие. Братята, както и монасите от Нитрийската пустиня, споделят учението на Ориген, като считат, че Бог е безтелесен и че споменатите в Писанието Негови ръце, очи и уши трябва да се разбират символично. Междувременно сред други монаси в Египет се разпространява учението, че Бог има човешки облик – те стават известни като „антропоморфисти“. В началото Теофил защитава „оригенистите“, но по-късно, след бунтове на антропоморфистите, рязко променя позицията си. Това вдъхновява антропоморфистите да поискат осъждането на Ориген. Теофил свиква събор през 400 г., който осъжда учението на Ориген и забранява неговите книги.
Теофил се обръща към светската власт за изпълнение на съборното решение. Скоро следва нападение над Диоскор, а след това - разграбване на Нитрия. Около 300 монаси бягат в Палестина.
Теофил отлъчва Дългите братя не само от причастието, но и от църквата, обявявайки ги за еретици. Несъгласните с неговото решение Диоскор и Амоний заминават за Йерусалим, после – в Скифополис, а накрая се отправят към Константинопол, където търсят закрила при Йоан Златоуст. Златоуст ги приема с уважение, допуска ги до богослужения, но не и до причастие, докато въпросът не бъде разрешен. Той изпраща писмо до Теофил с молба за разяснение, но патриархът го игнорира и вместо това започва да събира противници на Златоуст, за да го осъди на събор.
Амоний успява да се срещне с императрица Евдоксия и да разкрие интригите на Теофил. Евдоксия обещава да свика събор и да покани Теофил. В същото време Теофил привлича на своя страна Епифаний Кипърски, който е готов да осъди Златоуст. Дългите братя разговарят с Епифаний, което води до неговото оттегляне от спора. По пътя към Кипър той умира. Междувременно Евдоксия променя отношението си към Златоуст и решава да го свали от длъжност. 
Теофил пристига в Константинопол с група епископи, противници на Златоуст, и вместо подсъдим, сам става съдия. През 403 г. се провежда Съборът при Дъба, на който въпросът за Ориген изобщо не се обсъжда. Йоан Златоуст е свален от поста, а Теофил се помирява с монасите от Нитрия.
Диоскор умира преди събора и е погребан в църквата на св. Мокий. Амоний пристига за Събора при Дъба вече болен, състоянието му се влошава и той умира там. Кога умират другите двама Високи братя - Евсевий и Евтимий, остава неизвестно.